# Черников Олександр Михайлович
Олександр Михайлович Черников (рос. Александр Михайлович Черников; 8 вересня 1984, м. Тольятті, СРСР) — російський хокеїст, нападник. Виступає за «Лада» (Тольятті) у Континентальній хокейній лізі. 
Вихованець хокейної школи «Лада» (Тольятті). Виступав за «Лада-2» (Тольятті), ЦСК ВВС (Самара), «Трактор» (Челябінськ), «Лада» (Тольятті), «Сибір» (Новосибірськ), «Локомотив» (Ярославль). 
У чемпіонатах КХЛ — 362 матчі (57+75), у плей-оф — 30 матчів (6+1).